# نانوق للإعلام
نانوق للإعلام (بالجرينلاندية: Nanoq Media)، شركة في جرينلاند، تشغل محطة تلفزيونية تحمل نفس الاسم، بالإضافة إلى محطة راديو نانوق إف إم (بالجرينلاندية: Nanoq FM). هي أيضاً مزود خدمة الإنترنت عريض النطاق والتلفزيون الرقمي.
بدأت الشركة البث في 1 أغسطس 2002. وتقدم البرامج التلفزيونية باللغتين الدنماركية والجرينلاندية.
ويتوفر التلفزيون الأرضي الرقمي القائم على الاشتراك حالياً في العاصمة نوك وقاقورتوك وإيلوليسات وقاسيجيانجيت.
كانت شركة نانوق للإعلام تسمى في الأصل تليفزيون نوك، لكنها غيرت اسمها إلى الاسم الحالي في مايو 2017 حيث تم توسيع خدماتها لتشمل مدن أخرى خارج نوك.